# Centropagidae
Famille
Les Centropagidae sont une famille de crustacés copépodes de l'ordre des Calanoida.

## Historique
La famille des Centropagidae est décrite en 1892 par Wilhelm Giesbrecht. 

## Liste des genres
Selon World Register of Marine Species (7 mai 2024) :
- Centropages Krøyer, 1849
- Dussartopages Huys, 2009
- Gippslandia Bayly & Arnott, 1969
- Gladioferens Henry, 1919
- Guernella Giesbrecht in Giesbrecht & Schmeil, 1898
- Isias Boeck, 1864
- Limnocalanus G.O. Sars, 1863
- Neoboeckella Bayly, 1992
- Osphranticum Forbes, 1882
- Parabroteas Mrázek, 1901
- Sinocalanus Burckhardt, 1913